# Gregor Koebel
Gregor Koebel (* 24. Juni 1947 in München) ist ein deutscher Diplomat im Ruhestand. Er war zuletzt von 2010 bis 2012 Ständiger Vertreter Deutschlands bei der Organisation für das Verbot Chemischer Waffen. Vorher war er unter anderem von 1988 bis 1990 Botschafter der Bundesrepublik Deutschland in Brunei und von 2004 bis 2008 Botschafter der Bundesrepublik Deutschland in Nicaragua.

## Leben
Gregor Koebel besuchte das (hum.) Wittelsbacher-Gymnasium in München, wo er 1966 das Abitur ablegte; er absolvierte zwischen 1968 und 1973 ein Studium der Rechtswissenschaften sowie eine Ausbildung zum Dolmetscher.
Nach dem Eintritt in den Auswärtigen Dienst 1977 und der Absolvierung der Laufbahnprüfung für den höheren Dienst 1982 folgte eine Verwendung als Konsul am Generalkonsulat in Rio de Janeiro. Von 1982 bis 1985 war er Ständiger Vertreter des Botschafters in Mosambik. 1986 wurde er Botschaftsrat an der Ständigen Vertretung bei der OECD in Paris.
Von 1988 bis 1990 war Gregor Koebel Botschafter der Bundesrepublik Deutschland in Brunei. Anschließend folgte eine Verwendung im Auswärtigen Amt in Bonn. Zwischen 1993 und 1996 war er Generalkonsul der Bundesrepublik Deutschland in Stettin. Danach folgte bis 2002 eine weitere Verwendung im Auswärtigen Amt in Bonn und Berlin, während Klaus Ranner sein Nachfolger als Generalkonsul in Stettin wurde.
Danach war Koebel von 2002 bis Juli 2004 Gesandter und Ständiger Vertreter des Botschafters in Mexiko sowie im Anschluss von Juli 2004 bis Juli 2008 Botschafter in Nicaragua. In diesem Amt folgte ihm 2008 Betina Kern, die zuvor Leiterin des Referats für die Andenstaaten im Auswärtigen Amt war. Nach einem weiteren Einsatz im Auswärtigen Amt war er von 2010 bis zum Eintritt in den Ruhestand 2012 Ständiger Vertreter Deutschlands bei der Organisation für das Verbot Chemischer Waffen.

## Weblink
- Lebenslauf auf der Homepage der Deutschen Botschaft Managua (Memento vom 17. August 2007 im Internet Archive)